# Ramphastos cuvieri
El tucán de Cuvier (Ramphastos cuvieri) es una especie de ave del género Ramphastos. Este tucán habita en zonas selváticas del noroeste de Sudamérica. Nidifica en huecos en troncos o ramas de árboles. Se alimenta de frutos, invertebrados y pequeños vertebrados.

## Distribución y hábitat
Es un tucán característico de la selva tropical de la Amazonia, sur de Venezuela sur y este de Colombia, este de Ecuador y del Perú, norte y centro de Bolivia y el oeste y centro del Brasil, en los estados de: Acre, Amazonas, Goiás, Mato Grosso, Pará, Piauí, Rondonia y Tocantins.

## Taxonomía

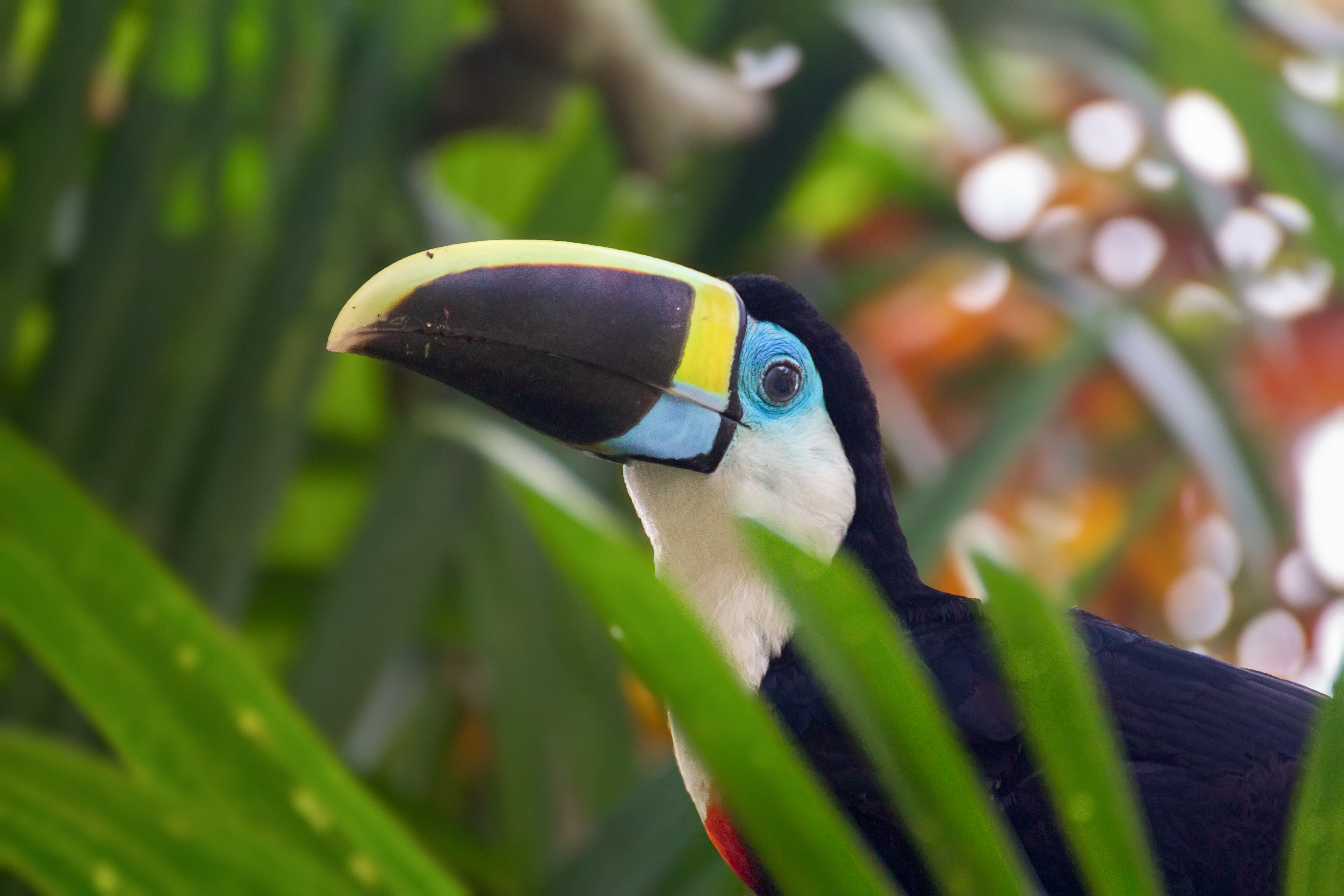
Un tucán de Cuvier (Ramphastos cuvieri) en Boca de Autana, Amazonas, Venezuela.

Este taxón fue descrito originalmente en el año 1827 por el zoólogo alemán Johann Georg Wagler.
Durante décadas fue tratado como formando una subespecie de la especie R. tucanus, es decir, Ramphastos tucanus cuvieri. Ambos taxones hibridan en las zonas de contacto generando variables poblaciones intermedias en una gran área del Brasil de los ríos Solimões y Rondônia en el este de Pará, y desde el sur de Venezuela hasta Mato Grosso y Goiás. Para mediados del año 2014 se considera a R. cuvieri una especie plena, bajo un concepto más amplio que el de la especie biológica, tal como es el de especie filogenética.

## Características
Se distingue por el amarillo en la parte superior del pico negro y en la base superior (celeste en la inferior). Las supracaudales son amarillo-anaranjadas, mientras que las subcaudales son rojas. La garganta y el pecho son blancos, teñidos a veces de amarillo, con apenas una banda roja estrecha que separa el vientre negro. El área desnuda alrededor del ojo es celeste fuerte, el que pasa a una tonalidad más clara al alejarse, mezclándose con el blanco.

## Subespecies
Presenta 2 subespecies:
- Ramphastos cuvieri cuvieri (Wagler, 1827) La región amazónica hasta el extremo norte de Bolivia.
- Ramphastos cuvieri inca (Gould, 1846) Endémica del norte y centro de Bolivia.

## Estado de conservación
En la Lista Roja elaborada por la Unión Internacional para la Conservación de la Naturaleza (UICN) este taxón es categorizado como “bajo preocupación menor”, definiéndose como “común”.